# Trassenheide
Trassenheide ist ein Ostseebad auf der Insel Usedom, etwas rückgesetzt am Ufer der Ostsee. Die Gemeinde wird vom Amt Usedom-Nord mit Sitz in Zinnowitz verwaltet. Bis 2005 war die Gemeinde Teil des Amtes An der Peenemündung.

## Geografie und Verkehr

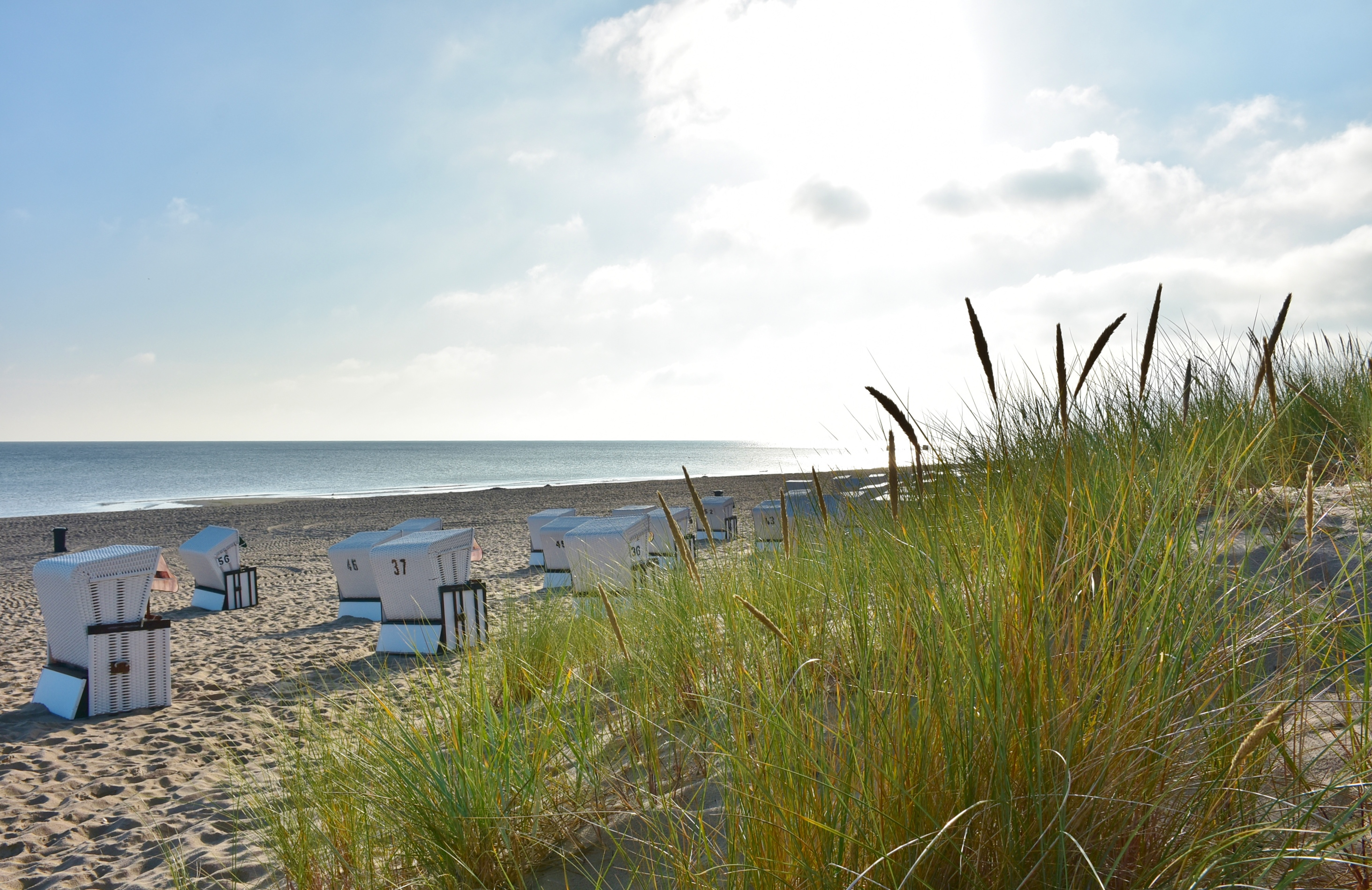
Strand Trassenheide

Trassenheide ist eines der kleinsten Ostseebäder auf Usedom. Es liegt zwischen Zinnowitz und Karlshagen. Die Gemeinde ist auch mit der Eisenbahn (Bahnhof Trassenheide an der Strecke Wolgaster Fähre–Heringsdorf sowie Haltepunkt Trassenmoor an der Strecke Zinnowitz–Peenemünde) zu erreichen. Etwa acht Kilometer westlich der Gemeinde liegt die Stadt Wolgast sowie vier Kilometer östlich der Amtssitz Zinnowitz. Seit 2005 wird der besonders in den Sommermonaten starke Durchgangsverkehr Richtung Peenemünde durch eine Ampel an der größten Kreuzung des Ortes geregelt. Ein Radweg wurde neben der Straße in Richtung des Nachbarortes Karlshagen angelegt. Somit wurde dem umfangreichen Radwegenetz Usedoms ein weiteres Teilstück beigefügt.

## Geschichte
1779 wurde in der Heide nordöstlich von Mölschow ein Hammelstall genannt, der Schafherden vor einer plötzlichen Überflutung durch die Ostsee oder den Peenestrom schützen sollte. Daraus wurde 1786 eine Ansiedlung. 1824 wurde dann aus Teilen des fiskalischen Waldbezirkes und Teilen der Domäne Mölschow der Ort „Hammelstall“ gegründet. 1840 gab es bereits 138 Einwohner.
Hammelstall gehörte seit dem Frieden von Stockholm im Jahr 1720 zum Königreich Preußen. Nach der Verwaltungsreform 1815 kam es zur preußischen Provinz Pommern und gehörte von 1818 bis 1945 zum Landkreis Usedom-Wollin.
Bereits vor 1880 wurde lt. Messtischblatt nördlich des Ortes ein Forstgehöft errichtet, das den Namen „Trassenmoor“ erhielt. Dieser Name wurde zu Ehren des im dortigen Moor versunkenen Försters Trassen benannt. Das war das Vorbild für die nun folgende Namensgebung des Ortes Hammelstall. Dort wo jetzt die Promenade ist, befand sich 1880 die Hammelstaller Bootsstelle.
1908 beantragte die Kolonie Hammelstall den Namen „Trassenheide“. Zu dieser Zeit begann der Tourismus, deshalb war diese Umbenennung erforderlich. 1910 wurde der Name genehmigt und seitdem heißt der Ort, der 1928 zur selbständigen Gemeinde ernannt wurde, Trassenheide.
Am 17./18. August 1943 wurde der Ort bei einem britischen Bombenangriff (Operation Hydra), der eigentlich der benachbarten Heeresversuchsanstalt Peenemünde (und den Unterkünften der Wissenschaftler in Karlshagen) galt, stark zerstört. 621 Insassen des Arbeitslagers „Trassenmoor“ und des Lagers im Südwesten Karlshagens kamen ums Leben.
Von 1945 bis 1952 bildete die Gemeinde, mit dem nach dem Zweiten Weltkrieg bei Deutschland verbliebenen Teil des Landkreises Usedom-Wollin, den Landkreis Usedom im Land Mecklenburg, welcher 1952 im Kreis Wolgast im Bezirk Rostock aufging.

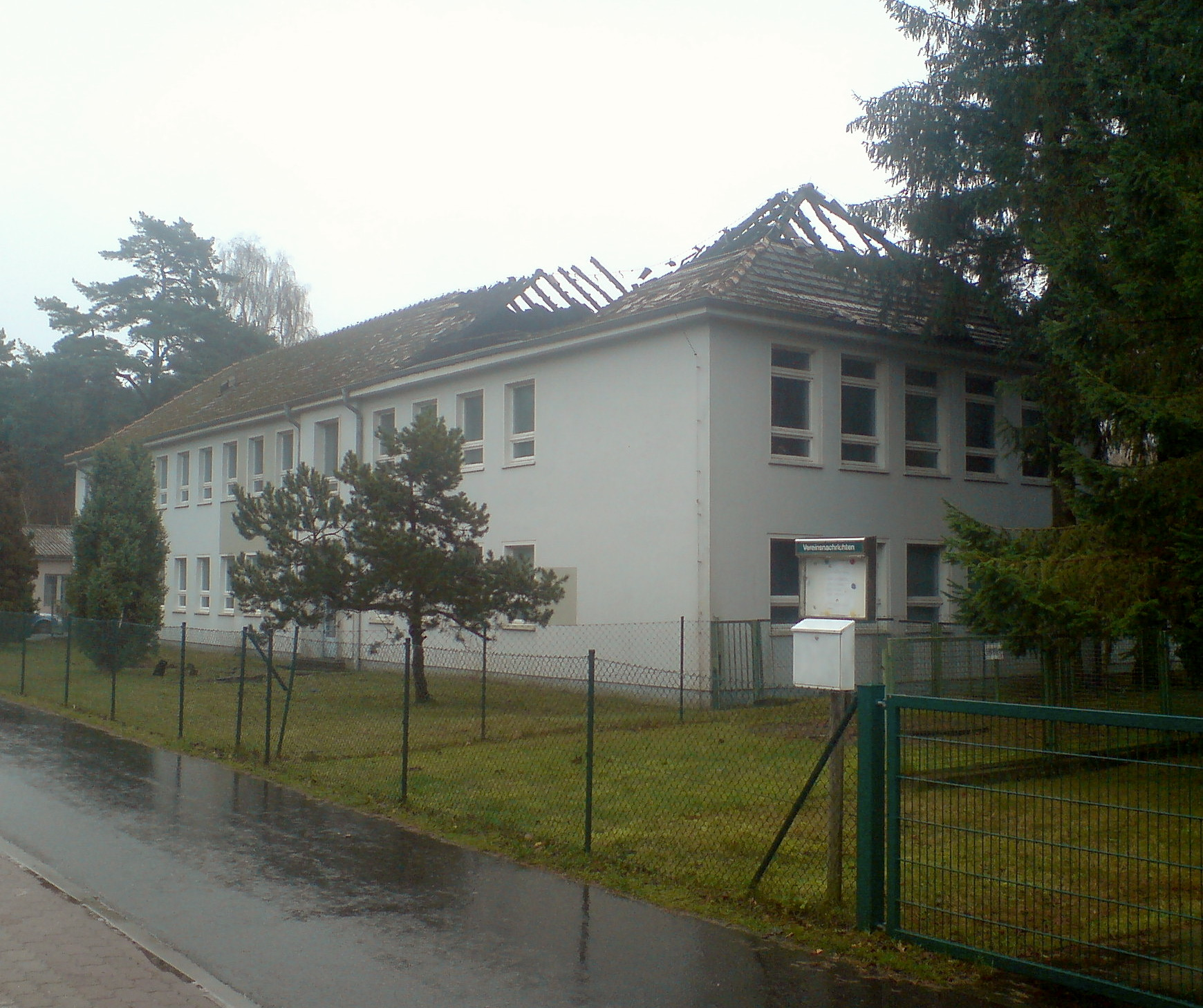
Geplante Flüchtlingsunterkunft nach einem Brandanschlag im November 2015

Zu DDR-Zeiten bestand im Ort das Zentrale Pionier-Zeltlager „Raymonde Dien“ des Bezirkes Neubrandenburg. Es wurde betreut und geleitet vom VEB Reparaturwerk Neubrandenburg. Es war direkt hinter den Dünen im Wald platziert und bestand aus Baracken, Zelten und festen Sanitärgebäuden. Es war neben dem Prerower Lager eines der größten zentralen Ferienlager an der Ostseeküste. Nach der Wende wurde das Lager eingeebnet und dort die große Kurklinik gebaut.
Außerdem unterhielt eine Polytechnische Oberschule (POS) von Bad Köstritz ein Ferienlager, das seit 1990 dem Verfall preisgegeben worden ist.
Die Gemeinde gehört seit dem Jahr 1990 zum Land Mecklenburg-Vorpommern. Seit dem Jahr 1994 gehörte Trassenheide zum Landkreis Ostvorpommern, der 2011 im Landkreis Vorpommern-Greifswald aufging. Im Juli 2006 wurde dem Ort der Titel „Ostseebad“ verliehen.
In den frühen Morgenstunden des 15. Novembers 2015 verübten Unbekannte einen Brandanschlag auf eine geplante Flüchtlingsunterkunft in der Strandstraße. Dem Anschlag, bei dem das bezugfertige Gebäude unbewohnbar wurde, ging ein versuchter Brandanschlag im Oktober voraus.

## Politik

### Gemeindevertretung
Die Kommunalwahlen am 13. Juni 2024 führten zu folgendem Ergebnis:
| Partei / Liste            | Sitze |
| Bündnis für Trassenheide  | 5     |
| TAG                       | 2     |
| Einzelbewerber Beck       | 0     |
| Einzelbewerber Wagenbreth | 1     |
| Zusammen                  | 8     |

### Wappen
| Wappen von Trassenheide | Blasonierung: „In Silber ein blauer Schildhauptpfahl, oben belegt mit einem silbernen Lachs, begleitet beiderseits von einem grünen Heidekrautstängel mit neun grünen Blättern und neun roten Blüten.“ |
| Wappen von Trassenheide | Wappenbegründung: In dem Wappen weist der Schildhauptpfahl als Anfangsbuchstabe „T“ auf den Ortsnamen hin. Zudem wird mit dem Heidekraut, das in der Gemeindeflur eine Besonderheit ist, als redendes Element der bildliche Bezug zum Ortsnamen hergestellt. Der Lachs soll den Fischreichtum der angrenzenden Ostseegewässer und den Fischfang als einstigen Haupterwerbszweig der Einwohner darstellen. Das Wappen wurde vom Weimarer Heraldiker Michael Zapfe gestaltet. Es wurde am 18. November 2002 durch das Ministerium des Innern genehmigt und unter der Nr. 269 der Wappenrolle des Landes Mecklenburg-Vorpommern registriert. |

### Flagge
Die Gemeinde verfügt über keine amtlich genehmigte Flagge.

### Dienstsiegel
Das Dienstsiegel zeigt das Gemeindewappen mit der Umschrift „GEMEINDE OSTSEEBAD TRASSENHEIDE“.

## Sehenswürdigkeiten

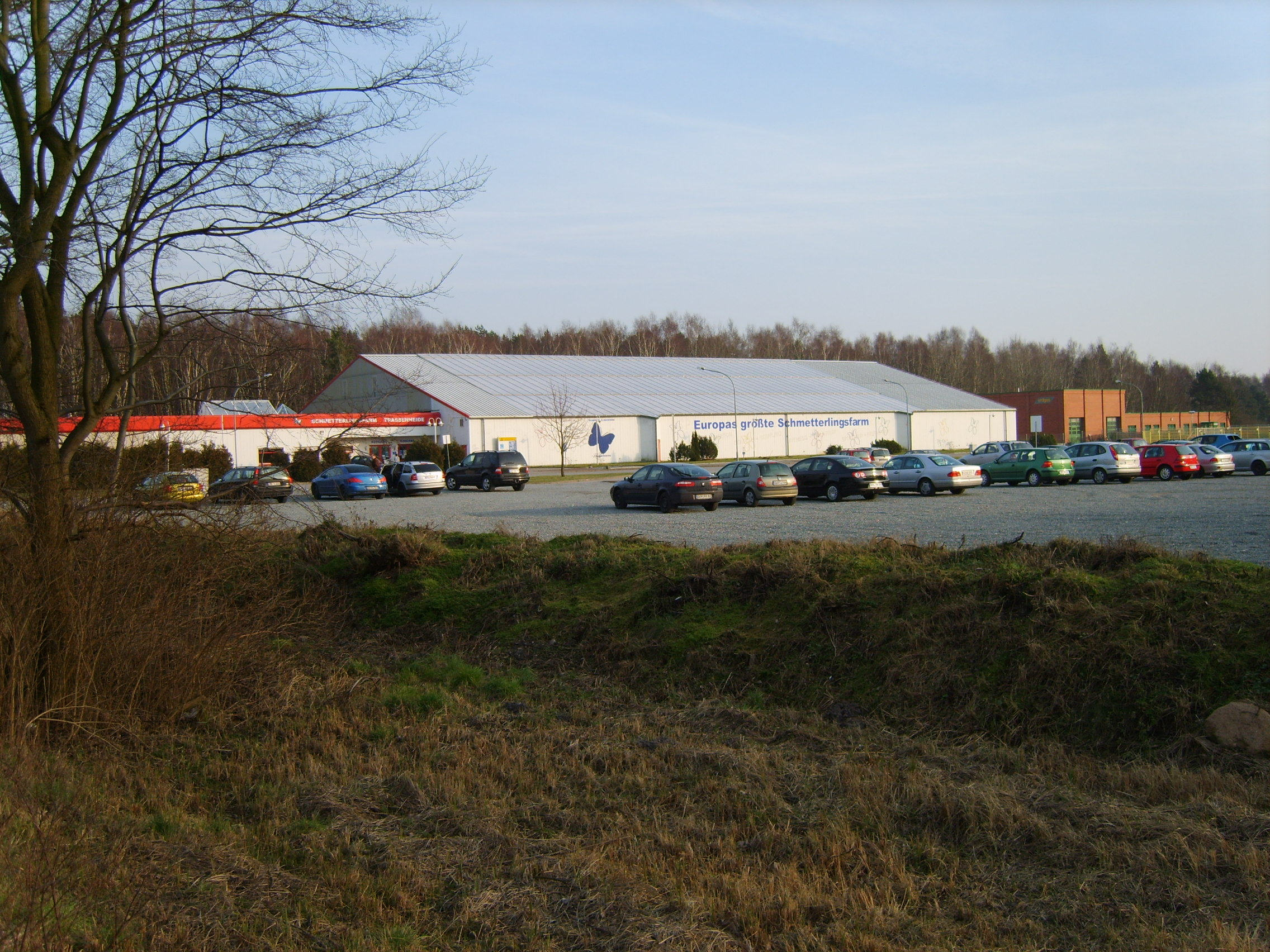
Schmetterlingsfarm Trassenheide

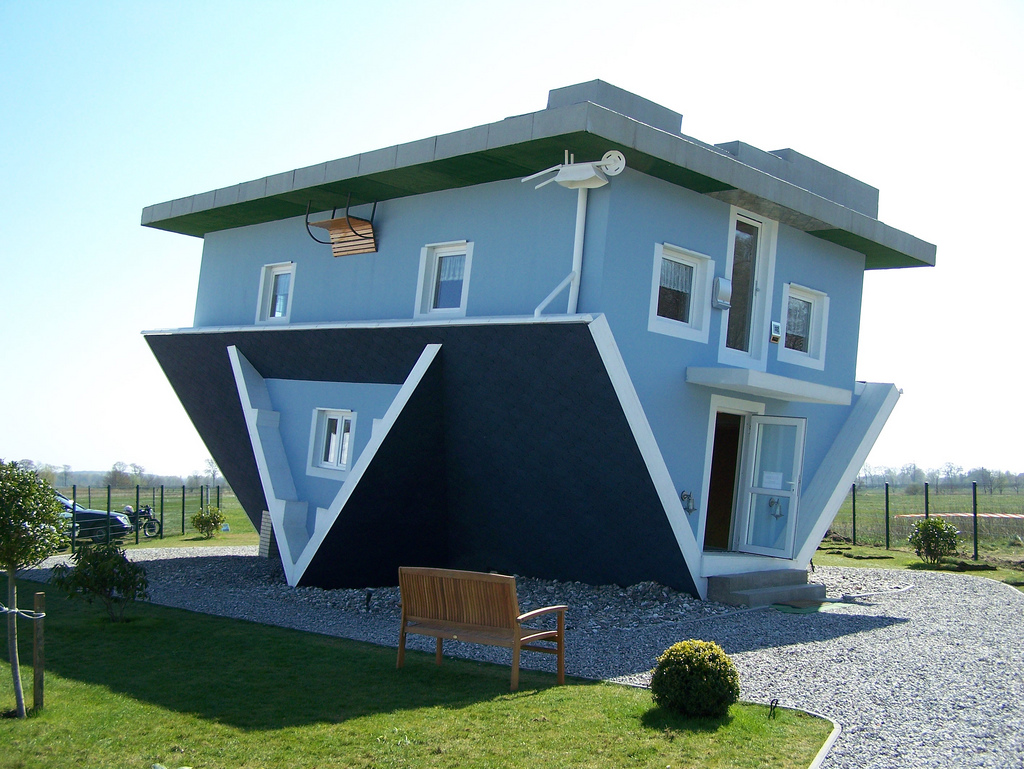
Die Welt steht kopf, auf dem Kopf stehendes Haus

→ Siehe auch Liste der Baudenkmale in Trassenheide
- Schmetterlingsfarm, die größte derartige Einrichtung Europas mit einer Fläche von 5000 m²[6]
- Haus auf dem Kopf (Die Welt steht kopf)
- Abenteuer Minigolf Piraten der Ostsee
- Wild Life Usedom (Mai bis Oktober)
- Usedom Park – Kinderland Trassenheide
- Promenade an der Ostsee mit unterschiedlichen Bereichen
- Abenteuerspielplatz & Fitnessparcours an der Promenade
- Mahn- und Gedenkstätte Karlshagen
- Bahnhofsgebäude
- Holländerwindmühle in der Mühlenstraße